# Giuseppe Visenzi
Giuseppe Visenzi (Brescia, 22 de enero de 1941) es un expiloto italiano de motociclismo, que participó en el Campeonato del Mundo de Motociclismo desde 1962 hasta 1970.

## Biografía
Inició su carrera en 1959 con una Laverda 100, rápidamente substituida por una Mondial 125 con la que vence su primera carrera, la crono escalada Castell'Arquato-Vernasca. En 1961 la Mondial fue substituida por una Ducati 125 comprada de segunda mano, con la cual en 1962 hace su debut en el Mundial obteniendo un punto en el GP del Bélgica. Para la temporada 1963, Visenzi adquirió una Honda 125, a lo que añadió en los desplazamientos más grandes una Aermacchi Ala d'Oro, reemplazado a finales de los 60 por una Montesa 125, Bultaco TSS 250 y una Yamaha 250 y 350, con los cuales obtuvo varios buenos resultados en el Campeonato de Italia (segundo en 125 en 1964 y 1967, campeonato Italiano 250 1970 y campeonato Italiano 350 1967).
Su mejor temporada fue en 1969 en el que quedó tercero en la clasificación general de 350cc por detrás de Giacomo Agostini y Silvio Grassetti gracias a dos podios (GP España y Finlandia). Se retira a finales de la temporada de 1970 y se dedicó profesionalmente a la actividad de empresario, fundador en 1978 de Givi, fabricante de accesorios para motocicletas y scooters.

## Resultados en el Campeonato del Mundo
Sistema de puntuación desde 1950 hasta 1968:
| Posición | 1.º | 2.º | 3.º | 4.º | 5.º | 6.º |
| Puntos   | 8   | 6   | 4   | 3   | 2   | 1   |

Sistema de puntuación desde 1969 hasta 1987:
| Posición | 1.º | 2.º | 3.º | 4.º | 5.º | 6.º | 7.º | 8.º | 9.º | 10.º |
| Puntos   | 15  | 12  | 10  | 8   | 6   | 5   | 4   | 3   | 2   | 1    |

### Carreras por año
(Carreras en Negrita indica pole position, Carreras en cursiva indica vuelta rápida)
| Año  | Clase | Moto      | 1       | 2       | 3     | 4       | 5       | 6     | 7      | 8       | 9       | 10    | 11     | 12      | 13    | Pts. | Pos. |
| ---- | ----- | --------- | ------- | ------- | ----- | ------- | ------- | ----- | ------ | ------- | ------- | ----- | ------ | ------- | ----- | ---- | ---- |
| 1962 | 125cc | Ducati    | ESP 9   | FRA -   | IOM - | NED 10  | BEL 6   | GER 9 | ULS -  | RDA -   | NAT 12  | FIN - | ARG -  |         |       | 1    | 24.º |
| 1963 | 125cc | Ducati    | ESP Ret | GER -   | FRA - | IOM -   | NED 11  | BEL 4 | ULS -  | RDA -   | FIN -   | NAT 4 | ARG -  | JAP -   |       | 6    | 12.º |
| 1963 | 250cc | Aermacchi | ESP 8   | GER -   |       | IOM -   | NED -   | BEL 8 | ULS -  | RDA -   | NAT Ret | FIN - | ARG -  |         |       | 0    | -    |
| 1964 | 125cc | Honda     | USA -   | ESP -   | FRA - | IOM 11  | NED 10  |       | GER -  | RDA -   | ULS -   | FIN - | NAT 8  | JPN -   |       | 0    | -    |
| 1965 | 125cc | Honda     | USA -   | GER 7   | ESP - | FRA 6   | IOM -   | NED 6 | BEL -  | RDA -   | CZE 8   | ULS - | FIN 6  | NAT -   | JPN - | 3    | 20.º |
| 1965 | 250cc | Aermacchi | USA -   | GER 4   | ESP - | FRA Ret | IOM -   | NED - | BEL -  | RDA -   | CZE 8   | ULS - | FIN 5  | NAT 8   | JPN - | 5    | 15.º |
| 1965 | 350cc | Bianchi   |         | GER -   |       |         | IOM -   | NED - |        | RDA -   | CZE -   | ULS - | FIN -  | NAT 10  | JPN - | 0    | -    |
| 1966 | 125cc | Honda     | ESP -   | GER 11  |       | NED -   |         | RDA - | CZE 12 | FIN -   | ULS -   | IOM - | NAT 8  | JPN -   |       | 0    | -    |
| 1966 | 250cc | Aermacchi | ESP -   | GER -   | FRA - | NED Ret | BEL Ret | RDA - | CZE -  | FIN -   | ULS -   | IOM - | NAT 6  | JPN -   |       | 1    | 26.º |
| 1966 | 350cc | Aermacchi |         | GER Ret | FRA - | NED Ret |         | RDA - | CZE -  | FIN -   | ULS -   | IOM - | NAT -  | JPN -   |       | 0    | -    |
| 1967 | 125cc | Montesa   | ESP Ret | GER 10  | FRA - | IOM -   | NED 8   |       | RDA -  | CZE -   | FIN -   | ULS - | NAT -  | CAN -   | JPN - | 0    | -    |
| 1967 | 250cc | Bultaco   | ESP 10  | GER -   | FRA - | IOM -   | NED 10  | BEL - | RDA -  | CZE Ret | FIN -   | ULS - | NAT 10 | CAN -   | JPN - | 0    | -    |
| 1967 | 350cc | Aermacchi |         | GER 8   |       | IOM -   | NED -   |       | RDA -  | CZE Ret |         | ULS - | NAT 8  |         | JPN - | 0    | -    |
| 1968 | 125cc | Montesa   | GER -   | ESP -   | IOM - | NED 6   | BEL -   | RDA - | CZE -  | FIN -   | ULS -   | NAT - |        |         |       | 0    | -    |
| 1968 | 250cc | Bultaco   | GER -   | ESP -   | IOM - | NED Ret | BEL -   | RDA - | CZE -  | FIN -   | ULS -   | NAT - |        |         |       | 0    | -    |
| 1968 | 350cc | Aermacchi | GER 15  |         | IOM - | NED -   |         | RDA - | CZE -  |         | ULS -   | NAT - |        |         |       | 0    | -    |
| 1969 | 250cc | Yamaha    | ESP 5   | GER Ret | FRA - | IOM -   | NED 11  | BEL - | RDA -  | CZE -   | FIN Ret | ULS - | NAT -  | YUG -   |       | 6    | 25.º |
| 1969 | 350cc | Yamaha    | ESP 3   | GER 5   |       | IOM -   | NED 6   |       | RDA 4  | CZE 5   | FIN 3   | ULS - | NAT -  | YUG Ret |       | 45   | 3.º  |
| 1970 | 250cc | Yamaha    | GER -   | FRA -   | YUG - | IOM -   | NED -   | BEL - | RDA -  | CZE -   | FIN -   | ULS - | NAT 6  | ESP -   |       | 5    | 30.º |
| 1970 | 350cc | Yamaha    | GER -   | FRA -   | YUG - | IOM -   | NED -   |       | RDA -  | CZE -   | FIN -   | ULS - | NAT 7  | ESP -   |       | 4    | 27.º |